# Moritz Kuhl
Johann Moritz Kuhl (* 28. März 1814 in Butzbach; † 5. Februar 1876 ebenda) war ein hessischer Druckereibesitzer und Politiker (liberal, Fortschritt). Er war Abgeordneter der 2. Kammer der Landstände des Großherzogtums Hessen.
Moritz Kuhl war der Sohn des Handelsmanns Johann Conrad Kuhl und dessen Ehefrau Katharina, geborene Fischer. Kuhl, der evangelischen Glaubens war, war Druckereibesitzer in Butzbach und heiratete Dorothea geborene Küchel, die Tochter des Bürgermeisters Bernhard Küchel.
Nach dem Besuch des Butzbacher Gymnasiums studierte Kuhl Kameralwissenschaften in Gießen. Während seines Studiums wurde er 1831 Mitglied der Alten Gießener Burschenschaft Germania.
Von 1849 bis 1856, 1862 bis 1866 und 1872 bis 1876 gehörte er der Zweiten Kammer der Landstände an. Er wurde für den Wahlbezirk Oberhessen 13/Butzbach, dann Wahlbezirk Oberhessen 6/Lauterbach und zuletzt Wahlbezirk Oberhessen 3/Butzbach-Nauheim gewählt.